# Мішані ліси Паданської рівнини
Мішані ліси Паданської рівнини (ідентифікатор WWF: PA0432) — палеарктичний екорегіон помірних широколистяних та мішаних лісів, розташований на півночі Італії.

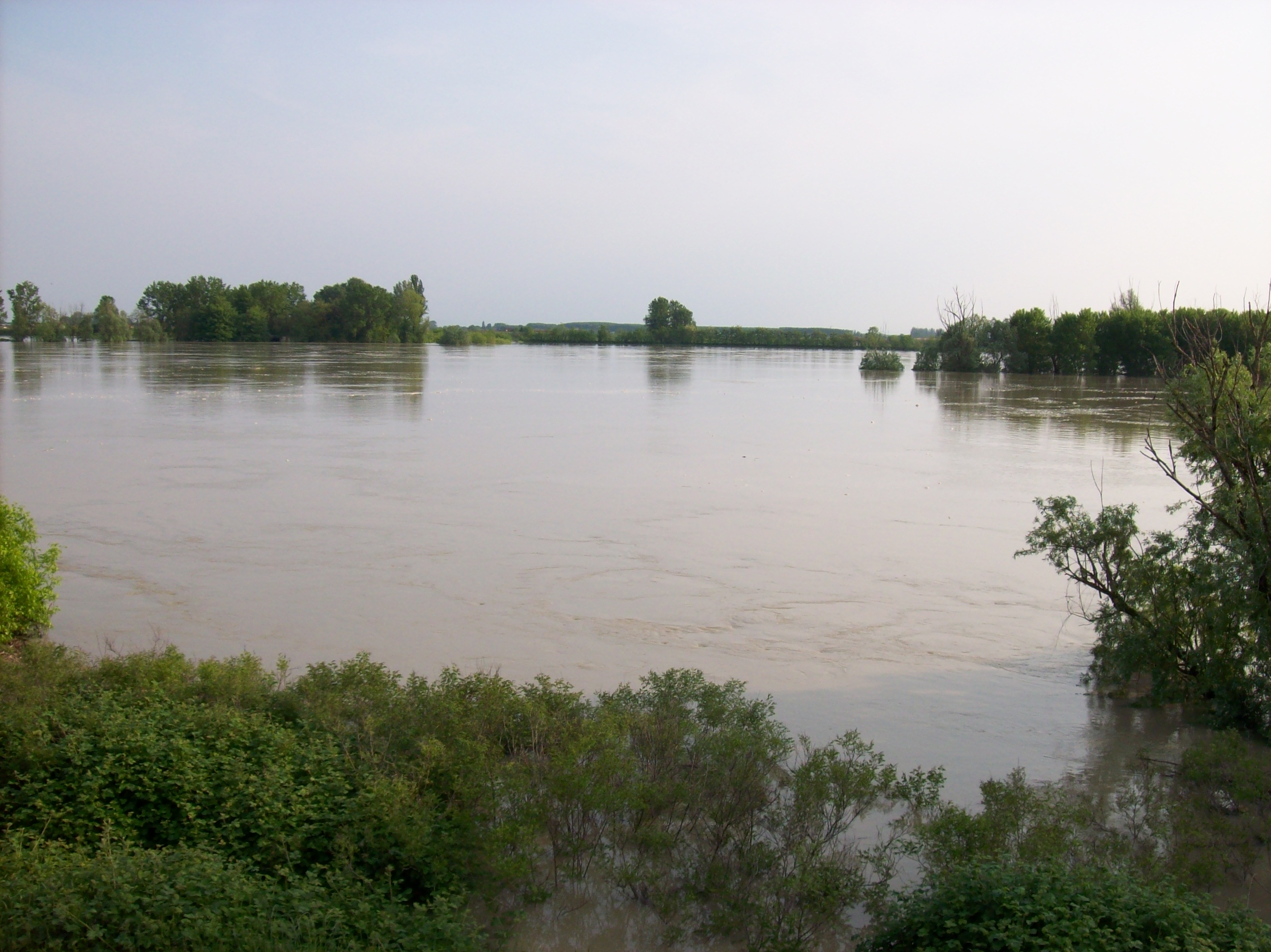
Річка По в районі Сан-Бенедетто (провінція Мантуя, Ломбардія)

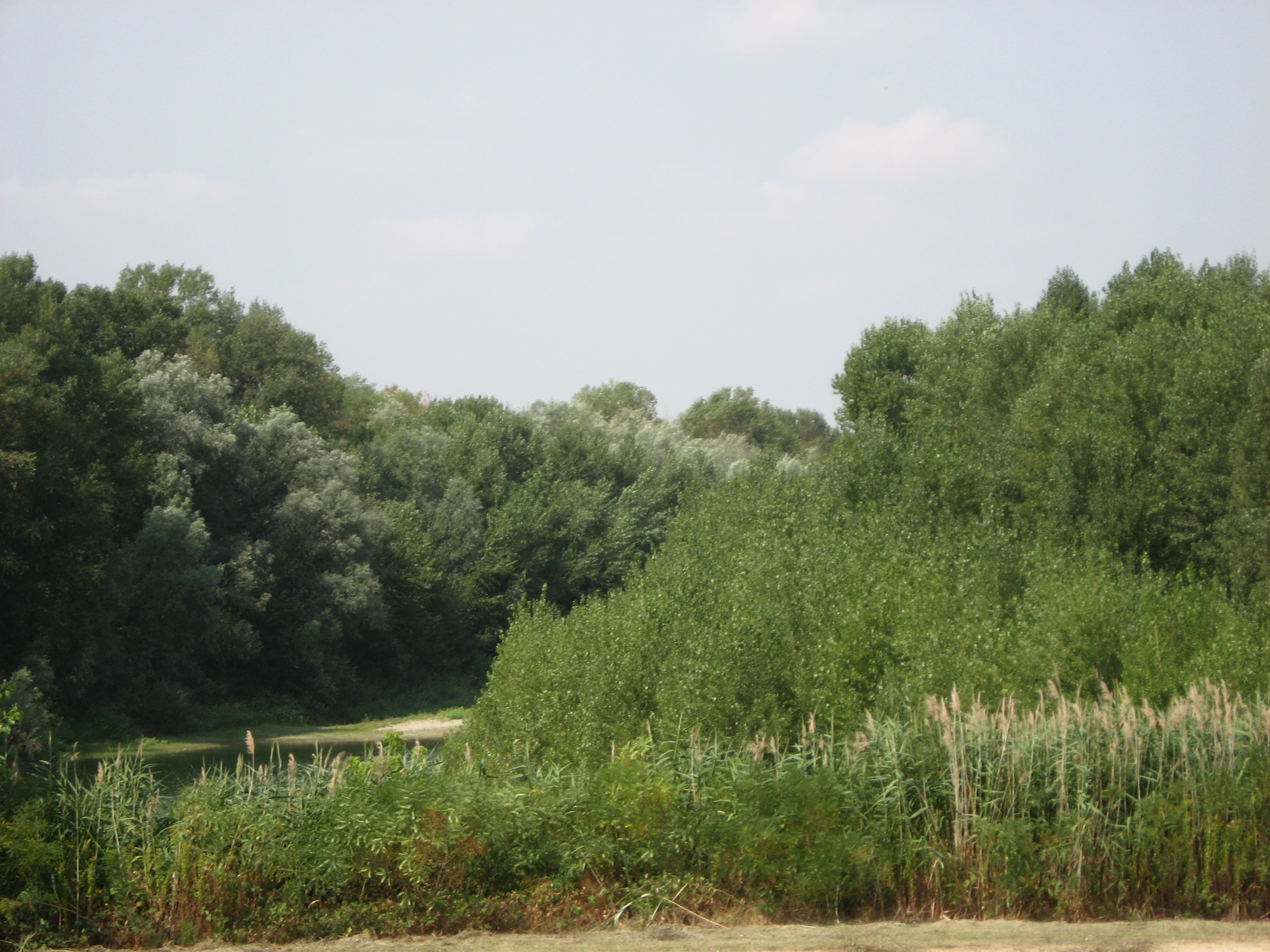
Прибережний ліс в долині Таро (річка)

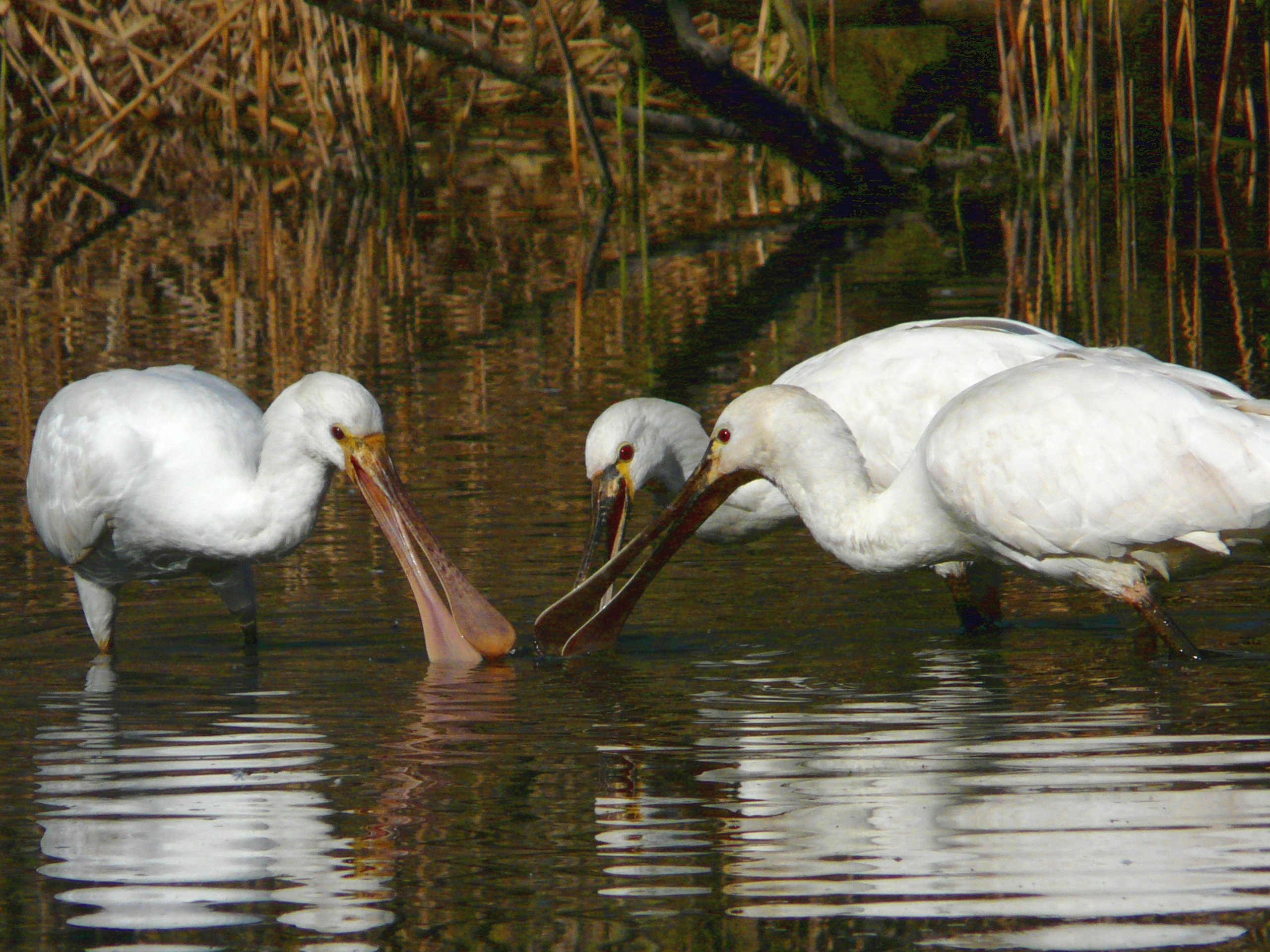
Три білих косаря (Platalea leucorodia) на болотах регіону

## Географія
Екорегіон розташований в межах Падано-Венеційської рівнини на півночі Італії, в регіонах П'ємонт, Ломбардія, Венето, Емілія-Романья, Трентіно-Альто-Адідже та Фріулі-Венеція-Джулія, а також охоплює невелику частину швейцарського кантону Тічино. Територія екорегіону переважно низовинна, розташована в середньому на висоті 200 м над рівнем моря, за винятком невисоких Еуганейських пагорбів вулканічного походження, що розділяють Паданську і Венеційську рівнини. Басейн річки По, найбільший гідрографічний басейн Італії, оточений передгір’ями Південних Альп та Передальп із заходу і півночі та Північних Апеннін з півдня. На сході екорегіон виходить до узбережжя Адріатичного моря та включає в себе дельту По, яка простягається в море на кілька кілометрів.

## Клімат
На більшій частині екорегіону панує вологий субтропічний клімат (Cfa за класифікацією кліматів Кеппена), а в передгір'ях Альп на півночі регіону — морський клімат (Cfb за класифікацією Кеппена). Взимку в екорегіоні прохолодніше, ніж в низовинах Апеннінського півострова. Літо досить тепле, для нього характерна надзвичайно висока вологість повітря та стійкі густі тумани. Річна кількість опадів коливається від 500 до 1000 мм.

## Флора
Основними лісовими угрупованнями регіону є мішані листопадні дубово-грабові ліси, де росли звичайні дуби (Quercus robur), бурґундські дуби (Quercus cerris), звичайні граби (Carpinus betulus), берести (Ulmus minor) та білоцвітні ясен (Fraxinus ornus). В заплавах річок, що періодично затоплюються водою під час весняних повеней та осінніх злив, ростуть прибережні ліси, де зустрічаються вузьколисті ясени (Fraxinus angustifolia), білі верби (Salix alba), чорні вільхи (Alnus glutinosa), берести (Ulmus minor), білі тополі (Populus alba), чорні тополі (Populus nigra) та звичайні дуби (Quercus robur). Також в долинах річок часто зустрічаються торфовища і болота. На моренних пагорбах ростуть хвойні та мішані ліси, де зустрічаються звичайні сосни (Pinus sylvestris), їстівні каштани (Castanea sativa), повислі берези (Betula pendula) та звичайні дуби (Quercus robur). На відслоненнях та кам'янистих схилах росте звичайний верес (Calluna vulgaris). На прибережних піщаних дюнах і рівнинах в дельті По, поблизу Равенни, зустрічаються реліктові середземноморські склерофільні ліси кам'яного дуба (Quercus ilex) та сухі хвойні ліси італійської сосни (Pinus pinea). На адріатичному узбережжі зустрічаються солонуваті лагуни.
Найважливішими з точки зору біорізноманіття екосистемами регіону є його прісноводні водно-болотні угіддя. На них росте велика кількість рідкісних видів рослин, зокрема літній білоцвіт (Leucojum aestivum), шишкувата солянка (Halocnemum strobilaceum), біле латаття (Nymphaea alba), шорсткий мітельник (Spirobassia hirsuta), строкатолистий кермек (Limonium bellidifolium), південний пухирник (Utricularia australis), звичайна болотяна папороть (Thelypteris palustris), плавуча сальвінія (Salvinia natans), звичайна стрілиця (Sagittaria sagittifolia) та подорожник Корнута (Plantago cornuti). 
В долині По та в інших районах з бідними ґрунтами широко поширилася інвазивна північноамериканська звичайна робінія (Robinia pseudoacacia), яка наразі є невід'ємною частиною ботанічного ландшафту. Ще одним інвазивним видом є східний лотос (Nelumbo nucifera), що був висаджений у Верхньому озері неподалік Мантуї, прижився і широко росповсюдився. 

## Фауна
Водно-болотні угіддя екорегіону відіграють дуже важливу роль у гніздуванні, відпочинку та живленні багатьох видів птахів. В регіоні гніздяться сірі чаплі (Ardea cinerea), руді чаплі (Ardea purpurea), великі чепури (Ardea alba), малі чепури (Egretta garzetta), жовті чаплі (Ardeola ralloides), єгипетські чаплі (Bubulcus ibis), водяні бугаї (Botaurus stellaris) та звичайні бугайчики (Ixobrychus minutus). Тут знаходиться єдине в Італії місце гніздування малих бакланів (Microcarbo pygmaeus). Також в регіоні зустрічаються блакитні рибалочки (Alcedo atthis), водяні пастушки (Rallus aquaticus), малі пірникози (Podiceps ruficollis), тернові сорокопуди (Lanius collurio), польові луні (Circus cyaneus), лучні луні (Circus pygargus), шорні шуліки (Milvus migrans) та рідкісні білоокі черні (Aythya nyroca). У Казальбельтраме, на рисових полях Верчеллі, з 1995 року регулярно гніздяться інтродуковані священні ібіси (Threskiornis aethiopicus).
Серед ссавців слід навести лісового тхора (Mustela putorius) та рідкісну в Італії водяну видру (Lutra lutra), яку було реінтродуковано в долині річки Тічіно. Також в річках Північної Італії зустрічаються три інвазивні види американських ссавців: нутрії (Myocastor coypus), які добре прижилися в долині річки По та завдають значної шкоди берегам, водній рослинності та посівам, болотяні ондатри (Ondatra zibethicus), які у 1990-х роках потрапили до Словенії, та річкові візони (Neogale vison).
В річці Тальяменто мешкає 30 видів риб, з яких 6 видів є ендеміками Адріатики, а ще 6 видів є інтродукованими. Деякі з інтродукованих видів риб, зокрема амурські чебачки (Pseudorasbora parva) та звичайні соми (Silurus glanis), загрожують річковим екосистемам.
Серед амфібій екорегіону слід навести італійську жабу (Rana latastei) та сіроплямистого тритона (Triturus carnifex), а серед плазунів — європейську болотяну черепаху (Emys orbicularis) та аспідову гадюку (Vipera aspis).

## Збереження
Територія екорегіону була заселена людьми з доісторичних часів. З часів Середньовіччя природні ландшафти Паданської рівнини інтенсивно перетворювалися на сільськогосподарські угіддя. Тут виникло багато міст, які розширювалися завдяки використанню географічних переваг рівнини, легкості комунікацій і багатих сільськогосподарських угідь, які їх оточували, зокрема Мілан, Турин, Болонья, Венеція, Брешія і Верона. Регіон також є одним із найбільш індустріалізованих у Європі та включає багато великих промислових підприємств і дуже густу мережу доріг.
Внаслідок сильного антропогенного впливу площа лісових масивів екорегіону скоротилася до 10 % від початкової. Значна частина боліт була осушена, водний режим річок був зарегульований, а річкові русла були укріплені дамбами, побудованими з метою запобігти катастрофічним повеням. Наразі 90 % екорегіону засаджені рисом та іншими зерновими культурами, або представляють собою фруктові гаї та насадження тополі. Кілька територій дикої природи, що збереглися, — це розкидані невеликі ділянки прибережних лісів та дещо краще збережені водно-болотні угіддя, більшість з яких охороняється відповідно до Директиви про птахів ЄС, зокрема такі зони спеціального захисту птахів, як Валле-дель-Меццано, Лагуна-ді-Венеція та Магредо-ді-Порденоне.
Основними загрозами для екосистем регіону є забруднення води, ґрунту і повітря, дефіцит води та висихання водно-болотних угідь, а також поява великої кількості інвазивних видів. Браконьєрство та полювання також становлять серйозну загрозу для водоплавних птахів.
Оцінка 2017 року показала, що 3 572 км², або 8 % екорегіону, є заповідними територіями. Природоохоронні території включають: Регіональний парк Еуганських пагорбів, Міжрегіональний парк дельти По та Регіональний парк Мінчо.